# Euxoa personata
Euxoa personata är en fjärilsart som beskrevs av Morrison 1876. Euxoa personata ingår i släktet Euxoa och familjen nattflyn. Inga underarter finns listade i Catalogue of Life.